# 德蒙福特大學
德蒙福特大學（又名帝門大學，De Montfort University，DMU）是一座位於英格蘭地理中心城市萊斯特市的公立大學，前身為萊斯特理工學院，靠近索爾河和萊斯特城堡花園，學校至今已有 140 多年的教學科研歷史，目前正逐漸發展成為一所綜合性大學；學校尤其注重於未來職業發展的專業素質教育，設置了許多對專業需求緊密相關的獨特和創意性課程，促進學生畢業後在產業界良好發展。
德蒙福特大學總共獲得13個全國教學獎項，學校總共超過400總大學與研究所課程，提拱不同領域專業教學；該校藝術設計學院在學術界享有盛譽，例如鞋類設計(Footwear Design)，全英僅有三家大學開設有此課程；德蒙福特大學商學院是英國提供商科與管理教育專業最大的學院之一，也是英國商學院協會的主要成員，會計系擁有英國最大的ACCA培訓中心之一，ACCA協會授予其優秀學院資格（Premier Status）。
該校曾是大學聯盟成員，2013年10月退出。

## 歷史

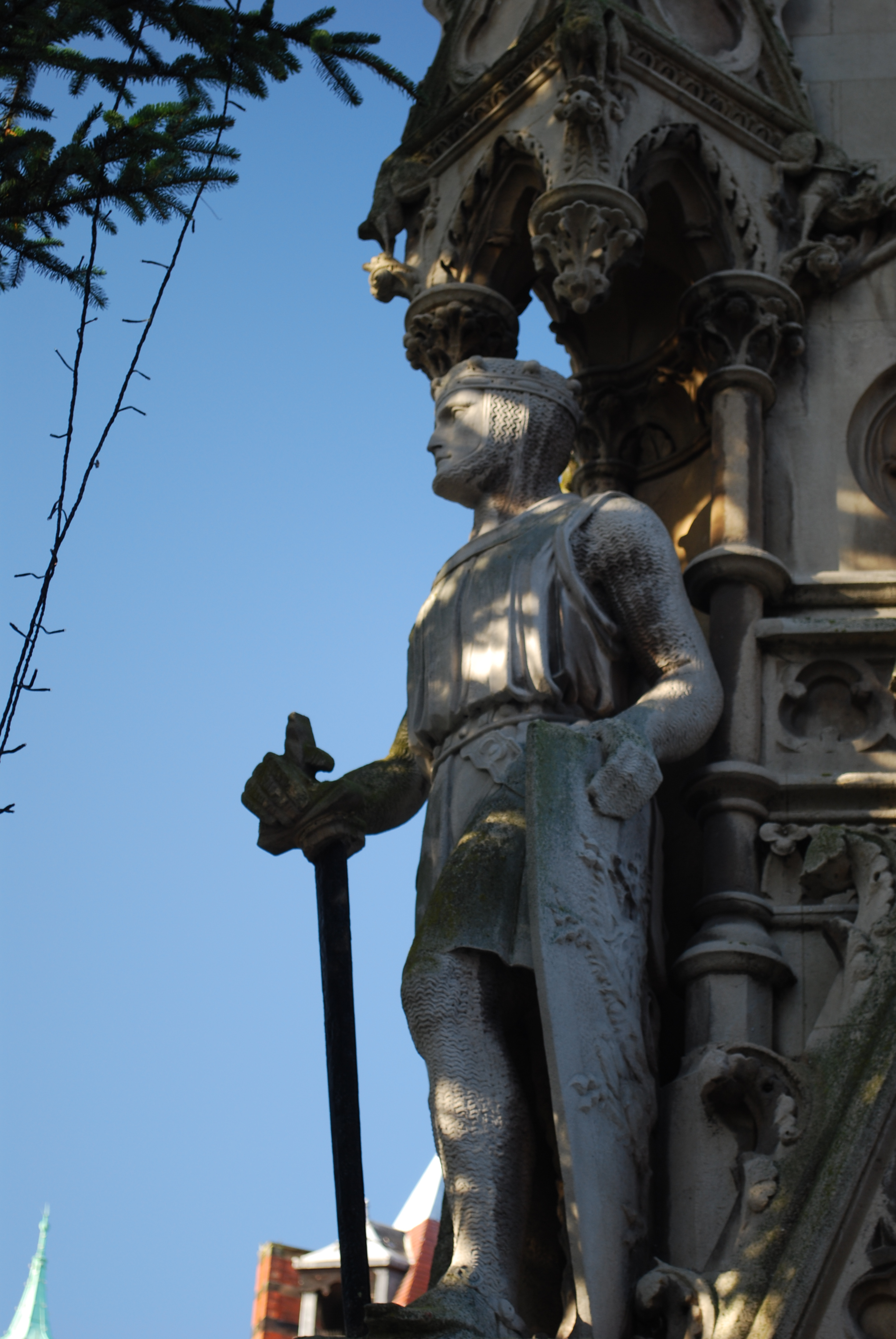
乾草市場紀念鐘樓（Haymarket Memorial Clock Tower）的西蒙·德·孟福爾，第六代萊切斯特伯爵雕像

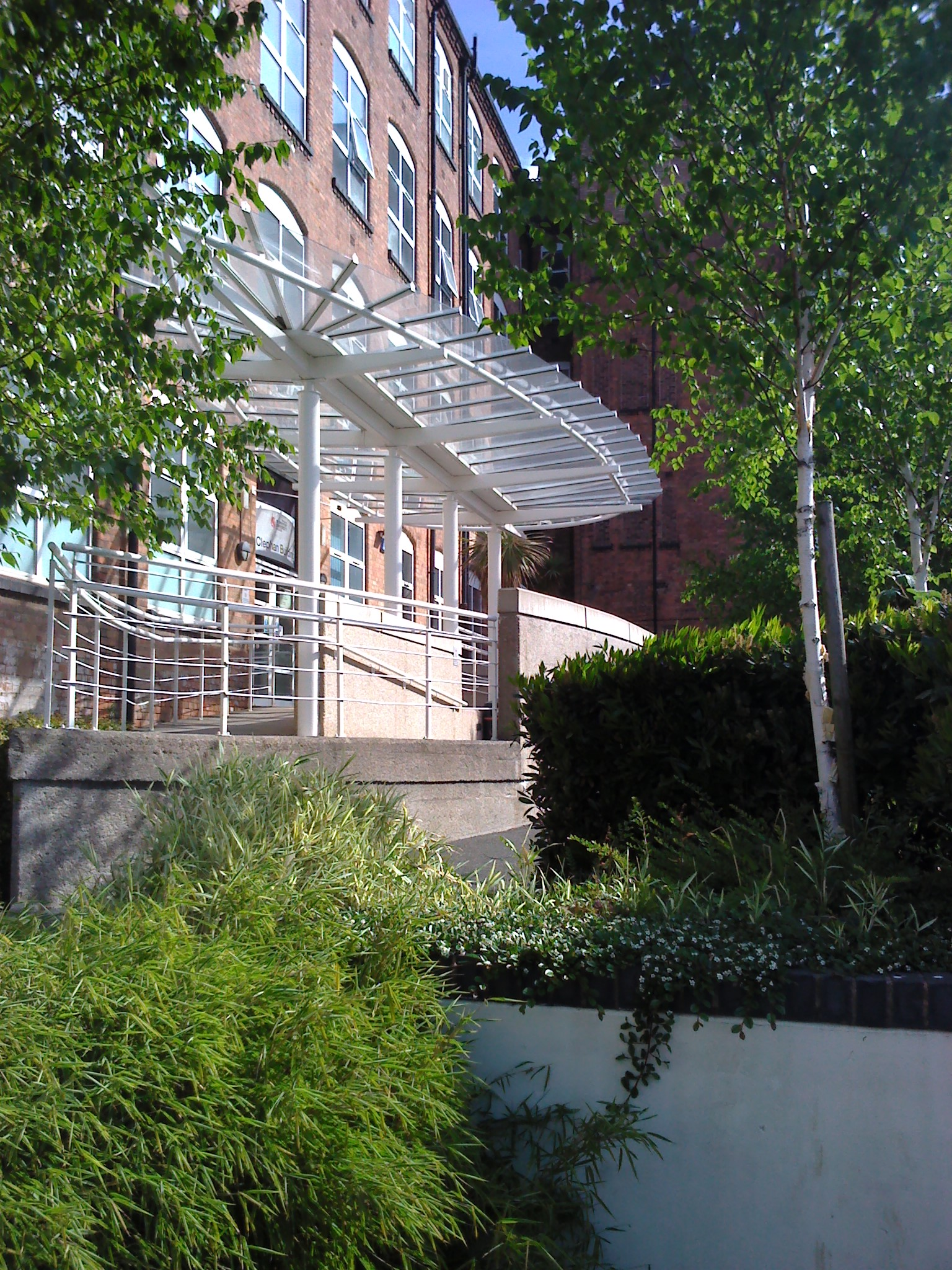
人文系主樓Clephan Building

該大學的歷史可以追溯到1870年成立的萊斯特藝術學校（Leicester School of Art），後來随着扩张又引入工程學、建築學等科目。
1897年原建築不敷使用，因此集資開始建造新建築。新建的Hawthorn楼是今日科学学院所在地。1903年，国王钦差曾赞扬过该楼并最终使得在1909年该楼得以扩建。
1919年，繼續增加租用建築。1927年阿索爾女公爵為其Hawthorn楼新建的西翼奠基，而此時稱作萊斯特藝術與技術學院（The Leicester Colleges of Art and Technology）。
1930年代成為倫敦大學製藥學專業的校外學位頒發處，以及大不列顛皇家藥物學會藥物學文凭頒發點。1938-39年，Hawthorn楼再度扩建。1946年購置三棟建築作為其宿舍。
後來其他新建築也陸續建成，1948年英國教育部副部長F·布雷（F. Bray）為Downings Warehouse剪綵。1966年新的Fletcher building由伊莉莎白二世剪綵。同年發佈“A Plan for Polytechnics and Other Colleges”白皮書，提出建造City of Leicester Polytechnic的想法。1988年，改名莱斯特理工（Leicester Polytechnic），成為高等教育公司法人。1991年6月，Anne Mueller女爵被任命为校董。
根據1992年繼續和高等教育法案，学院升格成為德蒙福特大學，并頒發自己的學位證書。 德蒙福特大學之名是爲了紀念十三世紀的西蒙·德·孟福爾，第六代萊切斯特伯爵。他在1265年首次召集各地代表举行议会，为后世代议制开启了先河。
1990年代，学校将自己的目标定位全东密德兰的多校区本科大学。由此，莱斯特理工购买了Milton Keynes的Kents Hill空地，建筑了校园。今址在开放大学路对过，被称为德蒙福特大学Milton Keynes校区，主要有电脑和信息系、居住环境系和商学院。
1994年，德蒙福特大学吞并拜德福高等教育学院大部，其中不包括继续教育，该部独立为拜德福学院。
1994年，吞并了林肯郡艺术学院、林肯郡农业和园艺学院。1995年，吞并了Riseholme农业学院和Charles Frears护理学院。
2000年起，学校突然停止以往的吞并扩张策略。先是让出了拜德福校区予卢敦大学成立贝德福郡大学、又将多处林肯郡的校区出让给林肯大学。2003年，关闭了Milton Keynes校区并转让校园给开放大学。2011年，原护理学校搬入市中心校区。
2007年，英格兰高等教育资金委员会资助的新表演艺术中心开幕。2009年，新商学院法学院楼（Hugh Aston楼）开幕。2012年，耗资8m英镑的银禧体育康乐中心开幕。2015年，原John Sandford校区改建为了会议中心。2016年，新艺术设计学院楼开幕。
今日德大拥有2.7万学生、3240教职员，年收入168m英镑。

## 學術

### 學院
- 藝術、設計和人文學院（Faculty of Art, Design and Humanitie）
- 商學和法律學院（Faculty of Business and Law）：
- 健康與生命科學學院（Faculty of Health and Life Sciences）
- 電腦科學與工程學院（Faculty of Computing Sciences and Engineering）

### 排名
根據2008年科研評估，其研究有40%為“世界領先”，30%為“國際優秀”。而其英語文學專業教學質量等同劍橋大學。 其獲國家教學獎的教師數量排全國第二。 根據《星期天泰晤士報》排名是英國十大頂尖商學院之一， 2007年全國學生普查顯示學生滿意度在110個教育機構中排第7。此外該大學的教師團隊數量排在全國前列，其排名有歷年向前之趨勢。

## 合作關係

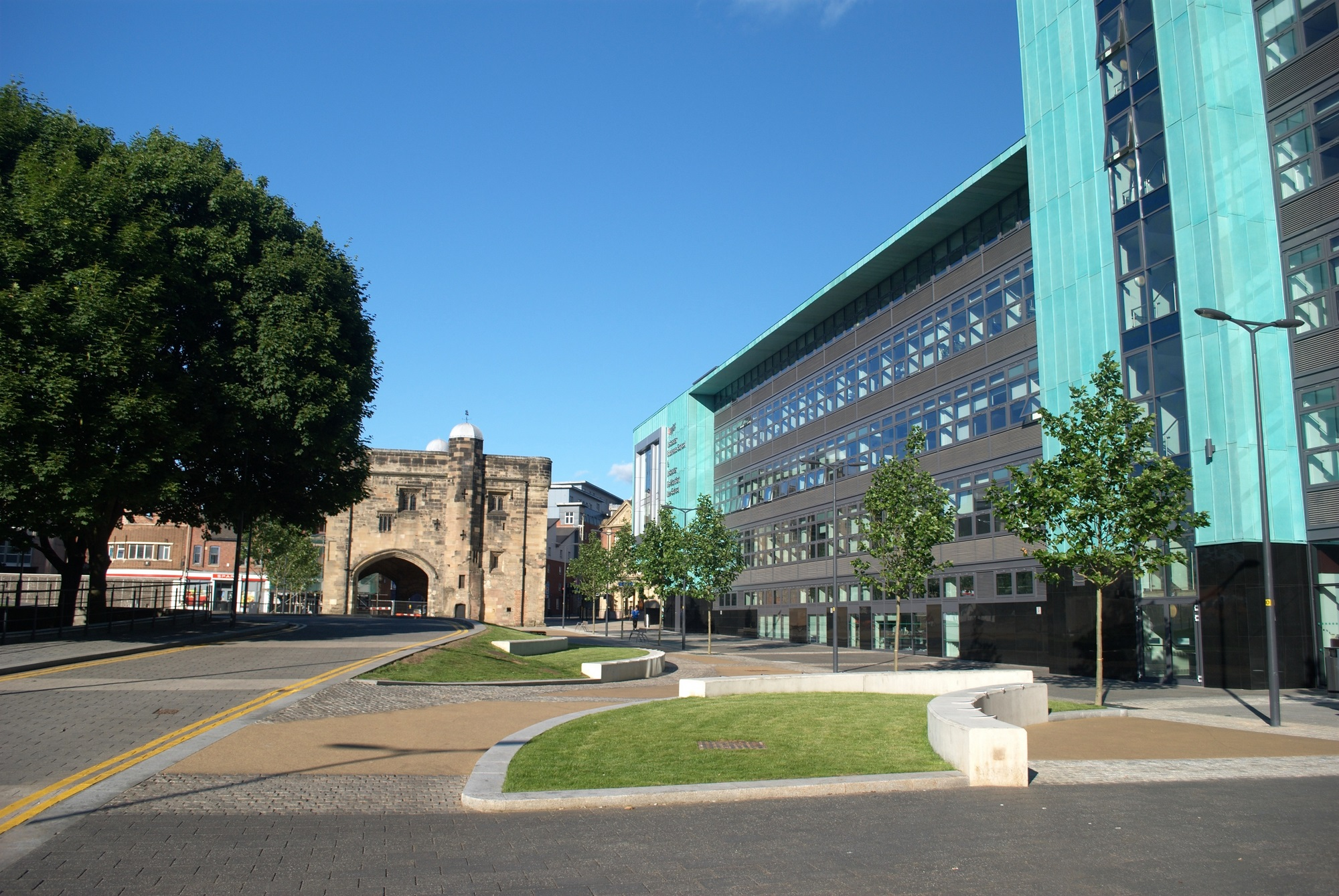
大學的Magazine Square，其上有中世紀建築Magazine Gateway

該大學與25國80多所大學有合作關係，其中包括中國的南京大學。 此外也與大英博物館及萊斯特城足球俱樂部有合作關係。也在台灣和許多學校有合作關係，其中包括台灣的國立臺北商業大學、國立雲林科技大學、國立臺中科技大學、華梵大學。

## 外部連結
- De Montfort University （页面存档备份，存于） – Official website
- De Montfort Students' Union （页面存档备份，存于） – Official website

52°37′47″N 1°08′20″W / 52.62973°N 1.13897°W